# Bridgitte Hartley
Bridgitte Hartley, född den 14 juli 1983 i Sandton, Sydafrika, är en sydafrikansk kanotist.
Hon tog OS-brons i K1 500 meter i samband med de olympiska kanottävlingarna 2012 i London.